# King Kong (film, 1933)
King Kong je americký černobílý dobrodružný film z roku 1933. Jde o první a legendární z filmů o monstru King Kongovi podle námětu od úspěšného autora detektivek Edgara Wallaceho.

## Děj
Známý filmař Denham (hrál jej R. Amstrong) chce natočit film o nezaměstnané herečce Ann Darrowové (hrála ji F. Wrayová). Film má být natočen na tichomořském ostrově. Během natáčení je dívka unesena divochy, kteří ji chtějí věnovat jako oběť bohu. Tím je gigantická opice Kong. Kong si dívku odnese do pralesa. Zachrání ji a veleopa uvězní důstojník John Driscoll (hrál jej Bruce Cabot), jako velitel záchranné výpravy. Kinga pak odveze jako atrakci do New Yorku. Tam se Kong vytrhne z řetězů a s Ann v náruči vyšplhá na mrakodrap Empire State Building. Zde na něj zaútočí vojenské letouny, Kong dívku uloží do bezpečí a pak se zřítí dolů.

## Úspěch filmu
Náklady dosáhly tehdy obrovské výše 650 000 dolarů, nicméně se na tržbách vrátily. Velmi úspěšný film se dočkal celé řady nových filmových zpracování a také knižního přepisu. Původní verze z roku 1933 je považována za jedinečnou, patřící do zlatého fondu světové kinematografie.